# Oliarus nigronervata
Oliarus nigronervata är en insektsart som beskrevs av Ronald Gordon Fennah 1956. Oliarus nigronervata ingår i släktet Oliarus och familjen kilstritar. Inga underarter finns listade i Catalogue of Life.